# Llibre Verd de Barcelona
El Llibre Verd de Barcelona és un dels llibres de privilegis de Barcelona més important de la ciutat, tant pel seu valor historicojurídic com artístic. Aquesta compilació documental està formada per quatre volums, elaborats entre els segles xiv i xvii, tots els quals tenen còpies de documents cabdals per a la història de Barcelona, si bé només el primer està il·luminat amb una cinquantena d'il·lustracions, entre orles, miniatures i caplletres ornamentades. Aquest primer volum és un dels monuments més preuats de la miniatura gòtica catalana i es conserva a l'Arxiu Històric de la Ciutat de Barcelona.

## El Primer Llibre Verd
En la dècada del 1340, el Consell de Cent ja tenia un llibre de privilegis, anomenat actualment Primer Llibre Verd, però aquest llibre esdevingué obsolet: la disposició dels documents no obeïa a cap ordre preestablert i les còpies eren poc acurades. En aquest context, s'ha de considerar l'acord, pres pel Consell de Cent l'1 de gener de 1346, d'encarregar a Ramon Ferrer, notari i aleshores escrivà del Consell, l'elaboració d'un nou llibre de privilegis que substituís el Primer Llibre Verd. Aquesta nova compilació havia de tenir una part general, dedicada a tot Catalunya, i una part especial, dedicada a Barcelona, totes dues ordenades cronològicament 
En la pràctica, d'aquest acord se'n van derivar dos llibres de privilegis: el Llibre Verd I i l'anomenat Usatges de Ramon Ferrer. Tots dos llibres comencen amb la còpia de l'acord de l'1 de gener de 1346. Els Usatges de Ramon Ferrer no corresponen exactament al propòsit inicial, perquè només consten de la part general, però, estranyament, si bé tenen les rúbriques de la part especial, no hi ha copiat cap text que correspongui a aquesta part. En canvi, el Llibre Verd I sí que s'ajusta al projecte inicial.

## Continguts
El Llibre Verd és una compilació en quatre volums, escrits sobre pergamí. La relligadura actual, de 1848, manté el color de l'enquadernació original que ha donat nom al llibre. El Llibre Verd I, amb 402 folis, està dividit en tres parts: 
1. una part preliminar, formada per diversos textos introductoris; 
2. la part general, anomenada generale en el còdex, amb textos jurídics vigents a tot Catalunya;
3. una part especial, anomenada speciale en el còdex, amb 182 privilegis i altres documents d'interès més específicament barceloní, compresos en els anys 1025-1383.
Aquesta manuscrit està ricament il·lustrat amb una cinquantena d'orles, miniatures i caplletres atribuïdes al taller dels artistes Ferrer i Arnau Bassa. A més, tot el còdex està decorat amb rúbriques vermelles, i caplletres filigranades vermelles i blaves. Quant a la cronologia, el Llibre Verd I es degué realitzar entre el 1346 –data de l'encàrrec dels consellers− i el 1370, any en què l'escrivà i il·luminador Arnau de la Pena acabava de fer-hi els darrers afegits importants i en què el llibre va ser relligat d'una manera sumptuosa i definitiva.

## Els altres volums
Els tres darrers volums del Llibre Verd tenen unes característiques formals molt semblants a les del primer volum, però amb una decoració molt més modesta. El Llibre Verd II té 468 folis, s'hi copien 522 documents dels anys 1265-1409 i va ser elaborat en diverses etapes entre els darrers anys del segle xiv i els primers del segle xv. El Llibre Verd III consta de 413 folis, amb 168 documents dels anys 1389-1599, i es devia fer en diverses etapes al llarg del segle xvi. El Llibre Verd IV consta de 145 folis i té 45 documents dels anys 1575-1694; va ser començat el 1602 i acabat els darrers anys del segle xvii.